# Might and Magic VII: For Blood and Honor
Might and Magic VII: For Blood and Honor je RPG hra vyvinutá společností New World Computing a vydaná společností 3DO v roce 1999. Jedná se o sedmé pokračování série Might and Magic. Předchozí hra se jmenovala Might and Magic VI: The Mandate of Heaven, pokračování nese název Might and Magic VIII: Day of the Destroyer.

## Příběh
Příběh začíná na konci událostí odehrávajících se ve hře Heroes of Might and Magic III, kdy erathijská královna Catherine vyhrála válku nad nekromanty z Deyjy. Poté, co Archibald Ironfist uprchne z Enrothu a usídlí se v Erathii, začne s nekromanty spolupracovat. V té době oznamuje lord Markham na Smaragdovém ostrově soutěž, jejíž hlavní cenou je hrad v Harmondale, který je však obsazený gobliny. Navíc se nachází na hranicích mezi Erathijským královstvím a Avlee, mezi kterými se schyluje ke konfliktu…

## Popis hry
Hráč ovládá čtyřčlennou skupinu dobrodruhů, kterou si může na začátku hry sestavit ze 4 ras a 9 povolání. Zhruba v polovině hry bude mít hráč možnost vybrat si, jestli se přikloní na stranu čarodějů (cesta světla), nebo nekromancerů (cesta temnoty). Podle výběru se od sebe liší hlavní úkoly i konec hry.

## Rasy

### Lidé
Lidé jsou nejvyváženější rasa hry. Hodí se na všechna povolání, nejvíce na vyvážená povolání, která ovládají bojové i magické dovednosti. Na začátku hry a při postupu na vyšší úroveň nemají bonusy ani postihy na přidané body do vlastností.

### Elfové
Mají bonus na inteligenci a přesnost, postih na sílu a odolnost. Pro jejich bonus k inteligenci se hodí pro povolání s magickými vlastnostmi.

### Trpaslíci
Mají bonus na sílu a odolnost, což je řadí na dobrou volbu pro bojové postavy. Trpí však nízkou přesností a rychlostí.

### Goblini
Mají bonus na sílu a rychlost, ale postih na inteligenci a sílu osobnosti. Kvůli těmto postihům jsou nevhodní na povolání, která používají magii. Jejich bonusy je činí nejvhodnějšími na čistě bojové postavy.

## Povolání
Zvolená povolání je možno dvakrát povýšit, přičemž druhé povýšení se liší podle zvolené cesty dobra nebo zla.

### Rytíř
Rytíř je pilířem skupiny. Pro vysoký počet hitbodů nejvíce vydrží a při boji na blízko je schopný způsobit značné škody. Ovládá většinu zbraní, ale nejúčinnější je se dvěma meči, případně s mečem a štítem. Nespornou výhodou je také jeho schopnost naučit se schopnosti opravování na úrovni velmistr. Nedokáže se však naučit žádné magii.
Povýšení: Šlechtic, Šampion (Světlo) X Temný rytíř (Temnota)

### Paladin
Paladin je postava podobná rytíři, který sice nevládne tak dobře zbraním, dokáže však dosáhnout úrovně mistr v klerických magiích. Zvládne dokonce magii světla nebo temnoty, a to na základní úrovni po druhém povýšení. Je rovněž schopen naučit se velmistrovství v opravování. Bývá obvyklou náhradou za rytíře.
Povýšení: Křižák, Hrdina (Světlo) X Zloduch (Temnota)

### Zloděj
Zloděj je velice užitečná postava, hlavně díky možnosti velmistrovským dovednostem v kradení a odstraňování pastí. Dovednost naučit se elementární magii na základní úrovni nemá výrazného významu.
Povýšení: Lupič, Vyzvědač (Světlo) X Vrah (Temnota)

### Mnich
Mnich je variabilní postava. Dokáže ovládat většinu zbraní a klerickou magii, ovšem jen na nízkých úrovních. Jeho hlavní síla je v boji beze zbraně – pokud velmistrovsky zvládne boj beze zbraně, hůl, uhýbání a koženou zbroj, může být i lepším bojovníkem než rytíř. Má velké bonusy na získávání hitbodů, jen o kategorii horší než rytíř.
Povýšení: Zasvěcenec, Mistr (Světlo) X Ninja (Temnota)

### Lučištník
Jak již vyplývá z názvu, lučištník je nejlepším střelcem ve hře a jako jediný může velmistrovsky ovládnout luk. Dovede se naučit mistrovsky zacházet s elementární magií a téměř všemi zbraněmi na blízko, což z něj dělá dobrého sekundárního bojovníka i kouzelníka. Po druhém povýšení zvládne také základy magie světla nebo magie temnoty.
Povýšení: Bojový mág, Lučištnický mistr (Světlo) X Ostřelovač (Temnota)

### Hraničář
Hraničář je téměř stejný jako lučištník, rozdíl oproti němu je hlavně v počtu hitbodů. Je to výborný sekerník a druhý nejlepší střelec, po povýšení na lovce se také může dostat na expertní sféru elementárních magií. Velmistrovsky ovládá identifikaci nestvůr.
Povýšení: Lovec, Pán hraničářů (Světlo) X Lovec odměn (Temnota)

### Druid
Druid je nedokonalým spojením klerika a kouzelníka. Je schopen ovládat všechny druhy magie, avšak pouze na úrovni mistra. Jeho největší předností je možnost zvládnutí alchymie velmistrovské úrovně, která umožňuje míchat černé lektvary.
Povýšení: Velký druid, Arcidruid(Světlo) X Černokněžník(Temnota)

### Klerik
Dobrý bojovník i kouzelník, schopný naučit se velmistrovsky klerickým magiím, což z něj dělá doslova chodící nemocnici. V závislosti na tom, kterou cestou ze rozhodne jít, je schopný dosáhnout této úrovně i v magii světla nebo temnoty. Velmistr v obchodování je jen jeho dalším plusem.
Povýšení: Kněz, Kněz Světla (Světlo) X Kněz Temnoty (Temnota)

### Kouzelník
Kouzelník je velmi mocné povolání. V boji se sice příliš neuplatní, ale na druhou stranu je to jediné povolání, které může velmistrovsky zvládnout magii (elementární, světla/temnoty) a identifikaci příšer i předmětů.
Povýšení: Čaroděj, Arcimág (Světlo) X Lich (Temnota)

## Magie
Kouzla a základní znalosti magie se v M&M VII kupují v ceších (guildech) rozlišených podle stupně znalosti vyučované magie, nejdříve ale musíte být členy cechu. Podobně jako dovednosti se ji postava může naučit až na 4 úrovních, když každá vyšší úroveň umožňuje používání účinnějších kouzel. Magie je rozdělená do tří skupin:

### Elementární magie
Nazývaná také magie živlů, zahrnuje čtyři poddruhy:
- Magie ohně – kromě užitečného kouzla Pochodeň poskytuje ta nejničivější kouzla ve hře – Déšť meteoritů, Ohnivá koule a Zpopelnění.
- Magie vzduchu – má i útočná kouzla, ale využívaná jsou hlavně Čarodějovo oko, Létání a Neviditelnost.
- Magie vody – obsahuje výborné útočné kouzlo Kyselinová střela, hlavně jsou ale používána transportní kouzla Městská brána a Lloydův maják.
- Magie země – nabízí útočná a pomocná bojová kouzla – Zborcení, Zpomalení; dobře použitelná je také Telekineze.

### Klerická magie
Není to oficiální název (v M&M VI se např. objevuje název Magic of self – Magie sebe), ale běžné označení kouzel používaných zejména kleriky. Zahrnuje tři poddruhy:
- Magie ducha – zahrnuje kouzla pomáhající v boji – Požehnání, Hrdinství, ale hlavními kouzly jsou Oživení a Zmrtvýchvstání, která umožňují oživení mrtvé postavy bez návštěvy chrámu.
- Magie mysli – ovlivňuje mysl hráčských – Sejmi strach, Vyleč šílenství – i cizích postav – Berserk, Šarm, Zotročení.
- Magie těla – obsahuje sice podpůrná a útočná kouzla jako Ochrana před magií či Zraň, ale hlavními jsou léčivá kouzla Léčení a Regenerace.

### Speciální magie
Je druh magie, který se postava může naučit až po druhém povýšení, zvolení mezi dobrem a zlem a splnění speciálního úkolu. Žádná postava nemůže ovládat oba poddruhy speciální magie současně. Tomuto druhu magie se mohou naučit pouze klerik, kouzelník (na velmistrovské úrovni), paladin a lučištník (na základní úrovni).
- Magie světla – je přístupná, pokud si hráč zvolil stranu čarodějů. Obsahuje hlavně ochranná a podpůrná kouzla – např. Den bohů, Hodina moci, Den ochrany a Božský zásah. Z útočných kouzel pak Sluneční paprsek nebo velmi účinné Ochromení.
- Magie temnoty – je přístupná, pokud si hráč zvolil stranu nekromancerů. Magie temnoty se specializuje na ničivá útočná kouzla – Střepiny, Vysatí duší, Dračí dech, Obětování a Armageddon. S její pomocí se dají také oživit nemrtví.